# Волова (Польща)
Волова (пол. Wołowa) — село в Польщі, у гміні Бульково Плоцького повіту Мазовецького воєводства.
Населення — 148 осіб (2011).
У 1975-1998 роках село належало до Плоцького воєводства.

## Демографія
Демографічна структура станом на 31 березня 2011 року:
|          | Загалом | Допрацездатний вік | Працездатний вік | Постпрацездатний вік |
| -------- | ------- | ------------------ | ---------------- | -------------------- |
| Чоловіки | 60      | 12                 | 38               | 10                   |
| Жінки    | 88      | 20                 | 46               | 22                   |
| Разом    | 148     | 32                 | 84               | 32                   |

## Відомі люди
- Броніслав Павлевський — польський хімік, професор та двічі ректор Вищої політехнічної школи у Львові у 1895—1896 і 1909—1910 роках (нині — Національний університет «Львівська політехніка»).